# 卡麥隆·克拉克
卡麥隆·米亞霍爾·克拉克（英語：Cameron Miakhol Clark，1991年9月16日—）為美國男子籃球運動員，場上位置為小前鋒，現效力於波多黎各職業籃球聯賽聖赫爾曼競技。

## 職業生涯
2021年7月19日，《Sportando》報導稱克拉克已與T1聯盟新北中信特攻完成簽約。10月17日，德國籃球甲級聯賽EWE歐登堡宣佈克拉克加盟。
2024年3月13日，P. LEAGUE+高雄17直播鋼鐵人宣布簽下克拉克，中文登錄名為「卡麥龍」。8月25日，克拉克加盟菲律賓籃球協會黑水老闆取代里基·莱多。8月26日，克拉克由於家庭因素不克加盟，黑水老闆改延攬乔治·金。9月27日，香港東方宣布簽下克拉克，參加東亞超級聯賽以及PBA委員盃。

## 外部連結
- 卡麥隆·克拉克的Instagram帳戶
- 卡麥隆·克拉克在fiba.basketball（英语）
- 卡麥隆·克拉克在TBLStat.net（英语）
- 卡麥隆·克拉克在法國籃球甲級聯賽官網（法语）
- 卡麥隆·克拉克在意大利篮球甲级联赛官網（意大利语）
- 卡麥隆·克拉克在德國籃球甲級聯賽官網（存檔）（德语）
- 卡麥隆·克拉克在P. LEAGUE+官網
- 卡麥隆·克拉克在Basketball-Reference.com（國際）（英语）
- 卡麥隆·克拉克在Sports-Reference.com（NCAA）（英语）
- 卡麥隆·克拉克在Eurobasket.com（球員）（英语）
- 卡麥隆·克拉克在Proballers（英语）
- 卡麥隆·克拉克在RealGM（英语）
- 卡麥隆·克拉克在Flashscore（英语）